# الدوري العماني 2006–07
دوري المحترفين العماني 2006–07 هو الموسم 31 من دوري المحترفين العماني. كان عدد الأندية المشاركة فيه 12، وفاز فيه نادي النهضة.